# Божок Андрій Михайлович
Андрі́й Миха́йлович Божо́к (26 грудня 1988, с. Шельпаки, Тернопільська область — лютий 2023, Донецька область) — український військовослужбовець, солдат Збройних сил України, учасник російсько-української війни. Почесний громадянин Тернопільської области (2025, посмертно), Почесний громадянин міста Тернополя (2023, посмертно).

## Життєпис
Андрій Божок народився 26 грудня 1988 року в селі Шельпаки, нині Скориківської громади Тернопільського району Тернопільської области України.
На початку повномасштабного російського вторгнення в Україну пішов до центру комплектування. Загинув у лютому 2023 року під час виконання бойового завдання на Донеччині.
Похований 25 лютого 2023 року на Алеї Героїв Микулинецького цвинтаря м. Тернополя.
Залишилися дружина та донька.

## Нагороди
- почесний громадянин Тернопільської области (2025, посмертно)[1];
- почесний громадянин міста Тернополя (3 березня 2023, посмертно) — за вагомий особистий вклад у становленні української державності та особисту мужність і героїзм у виявленні у захисті державного суверенітету та територіальної цілісності України[2].